# فرودگاه منطقه‌ای کلرنس ولی
فرودگاه منطقه‌ای کلرنس ولی (به انگلیسی: Clarence Valley Regional Airport) یک فرودگاه همگانی با کد یاتا GFN است که یک باند فرود آسفالت دارد و طول باند آن ۱۷۰۹ متر است. این فرودگاه در کشور استرالیا قرار دارد و در ارتفاع ۳۴ متری از سطح دریا واقع شده‌است.

## شرکت‌های هواپیمایی و مقصدهای پروازی
| شرکت‌های هواپیمایی       | مقصدهای پروازی |
| ----------------------- | -------------- |
| رجیونال اکسپرس ایرلاینز | سیدنی، لیزمور  |